# 征和
征和（せいわ）は、中国、漢代の元号（紀元前92年 - 紀元前89年）。
武帝の第10元。延和とも作られるが、この延は本来「𢌛」(⿺廴正)という、征の異体字であると考えられている。

## 出来事
- 2年：巫蠱の禍により戾太子死去。
- 3年：李広利の第三次匈奴遠征。李広利は匈奴に投降。

## 西暦との対照表
| 征和 | 元年   | 2年    | 3年    | 4年    |
| 西暦 | 前92年 | 前91年 | 前90年 | 前89年 |
| 干支 | 己丑   | 庚寅   | 辛卯   | 壬辰   |